# El Montmell
El Montmell település Spanyolországban, Tarragona tartományban. El Montmell Vila-rodona, Rodonyà, Aiguamúrcia, Torrelles de Foix, Sant Martí Sarroca, Castellví de la Marca, Sant Jaume dels Domenys és La Bisbal del Penedès községekkel határos. Lakosainak száma 1917 fő (2024).

## Népesség
A település népessége az elmúlt években az alábbi módon változott:
| Lakosok száma | 181  | 1127 | 685  | 379  | 232  | 904  | 1431 | 1418 | 1512 | 1917 |
|               | 1717 | 1887 | 1936 | 1960 | 1986 | 2004 | 2009 | 2014 | 2019 | 2024 |